# Me gusta cómo andas
Me gusta como andas es el sexto álbum de estudio lanzado al mercado por el grupo de punk-rock español Siniestro Total. Fue publicado en 1988 por la discográfica DRO y entre las colaboraciones con las que contó se encontraba la de Josele Santiago contribuyendo con los coros en el tema «Hermano bebe».

## Lista de canciones

### Temas de la primera edición
1. «Fuimos un grupo vigués» - 3:34
2. «Pueblos del mundo, ¡extinguíos! - 2:55
3. «Vil guerra civil» - 2:57
4. «Dame tu corazón» - 1:47
5. «Somos ultraístas» - 3:10
6. «Algo huele mal en Dinamarca» - 2:26
7. «Me gusta cómo andas» - 2:21
8. «Alégrame el día» - 3:01
9. «Una palabra tuya» - 2:36
10. «Cuando ruge la marabunta» - 2:32
11. «Detente predicador - 2:16
12. «Cuánta puta y yo que viejo» - 2:56
13. «Hermano bebe» - 2:54
14. «Himno do Lagares» - 2:10

### Temas nuevos de la edición de 2002
El álbum fue reeditado en 2002 en versión CD, donde además de los temas originales se incluyeron varias caras B y nuevas versiones:
- Cara B del sencillo «Alégrame el día»:

1. 1. «Al hijo de la Marijuana»

- Cara B del sencillo «Hermano bebe»

1. 1. «El síndrome de Estocolmo (The new Abuelos mix)»

- Cara B del sencillo «Cuánta puta y yo qué viejo»

1. 1. «Gremio de hostelería»

- Temas del maxisencillo «Alégrame el día»:

1. 1. «Roxette» (cara B)
  2. «Alégrame el día (The Maestro Reverendo Mix - Remezcla 2002)» (remezcla del tema incluida en la cara A)

- Tema grabado en directo en la Fiesta del Diario Pop en Rock Club (1989):

1. 1. «Folla con él» (adaptación de «Highway to Hell» de AC/DC).